# Maltesische Botschaft in Berlin

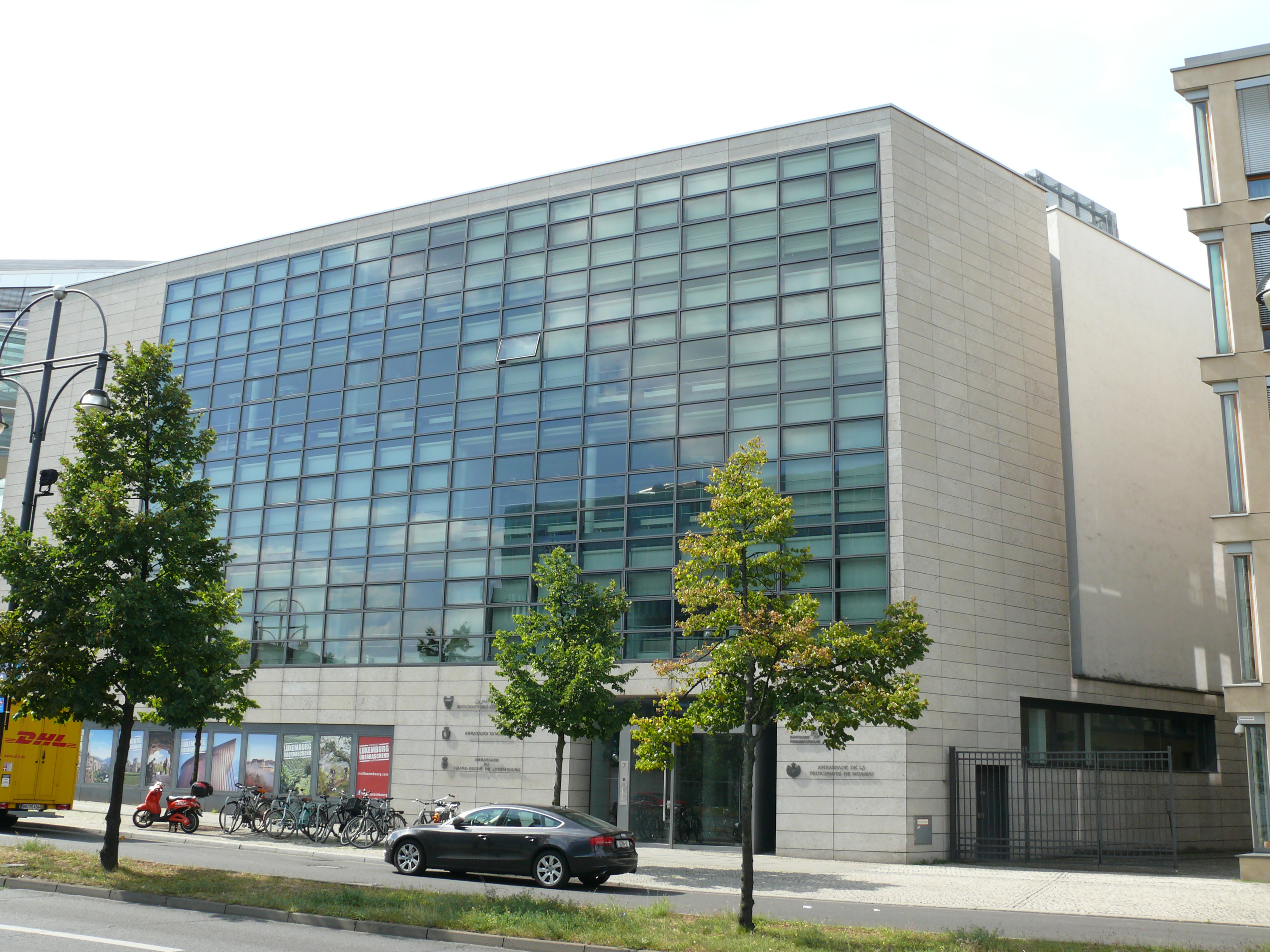
Botschaftsgebäude in der Klingelhöferstraße 7

Die maltesische Botschaft in Berlin (maltesisch Ambaxxata ta’ Malta, englisch Embassy of the Republic of Malta) ist die diplomatische Vertretung Maltas in Deutschland und für alle Anliegen der maltesischen Staatsbürger in Deutschland zuständig. Sie befindet sich im Ortsteil Tiergarten des Bezirks Mitte in der Klingelhöferstraße 7.
Botschafterin ist seit dem 31. Januar 2025 Marlene Bonnici.
Honorarkonsulate Maltas bestehen in Bremen, Düsseldorf, Frankfurt am Main, Hamburg, Leipzig, München und Stuttgart.

## Geschichte
Nach dem Erlangen der staatlichen Unabhängigkeit 1964 nahm Malta am 16. Februar 1965 mit der Bundesrepublik Deutschland diplomatische Beziehungen auf. Die maltesische Botschaft befand sich in der Viktoriastraße 1 in Bonn.
Am 6. Februar 1973 nahmen Malta und die DDR diplomatische Beziehungen auf. Sie bestanden bis zur deutschen Wiedervereinigung im Jahr 1990. Der Botschafter Maltas in Moskau war in der DDR zweitakkreditiert.
Infolge des Umzugs der deutschen Regierung von Bonn nach Berlin – gemäß dem Bonn-Berlin-Gesetz – erfolgte der Umzug der maltesischen Botschaft 2001 von Bonn nach Berlin. Die Diplomaten bezogen nach kurzem Umbau das bereits vorhandene Gebäude in der Klingelhöferstraße 7, zusammen mit weiteren ausländischen Botschaften.
Die maltesische Botschaft in Berlin ist eine von weltweit 22 diplomatischen Vertretungen Maltas.
Anlässlich der rotierenden EU-Ratspräsidentschaft, die 2017 erstmals Malta übernahm, präsentierte die Botschaft die Schwerpunkte der EU-Ratspräsidentschaft in Berlin. Während der sechs Monate dauernden Präsidentschaft organisierte die Botschaft mehrere Veranstaltungen in Berlin und weltweit, beispielsweise das erste europäische Tauchevent oder ein Europa-Treffen im Fort Saint Elmo.

## Botschafter
- 3. August 2010: Karl R. Xuereb[9]
- 6. September 2013: Albert Friggieri[10]
- 8. Juni 2020: Marlene Bonnici[11]
- 16. September 2020: Giovanni Xuereb[12]
- 31. Januar 2025: Marlene Bonnici[13]

## Gebäude
Das Botschaftsgebäude, in dem auch die Botschaften des Großherzogtums Luxemburg, des Fürstentums Monaco und des Königreichs Bahrain ihren Sitz haben, wurde 1998 bis 2000 nach einem Entwurf des Architekten Seyed Mohammad Oreyzi errichtet. Der vierstöckige trapezförmige Baukörper öffnet sich zur benachbarten CDU-Zentrale in einen halbkreisförmigen Hof. Nahezu die gesamte Fassade zur Klingelhöferstraße wird von einer Glasfront eingenommen. Das Sockelgeschoss ist mit römischem Travertin verkleidet.